# Trattato di Bucarest (1913)

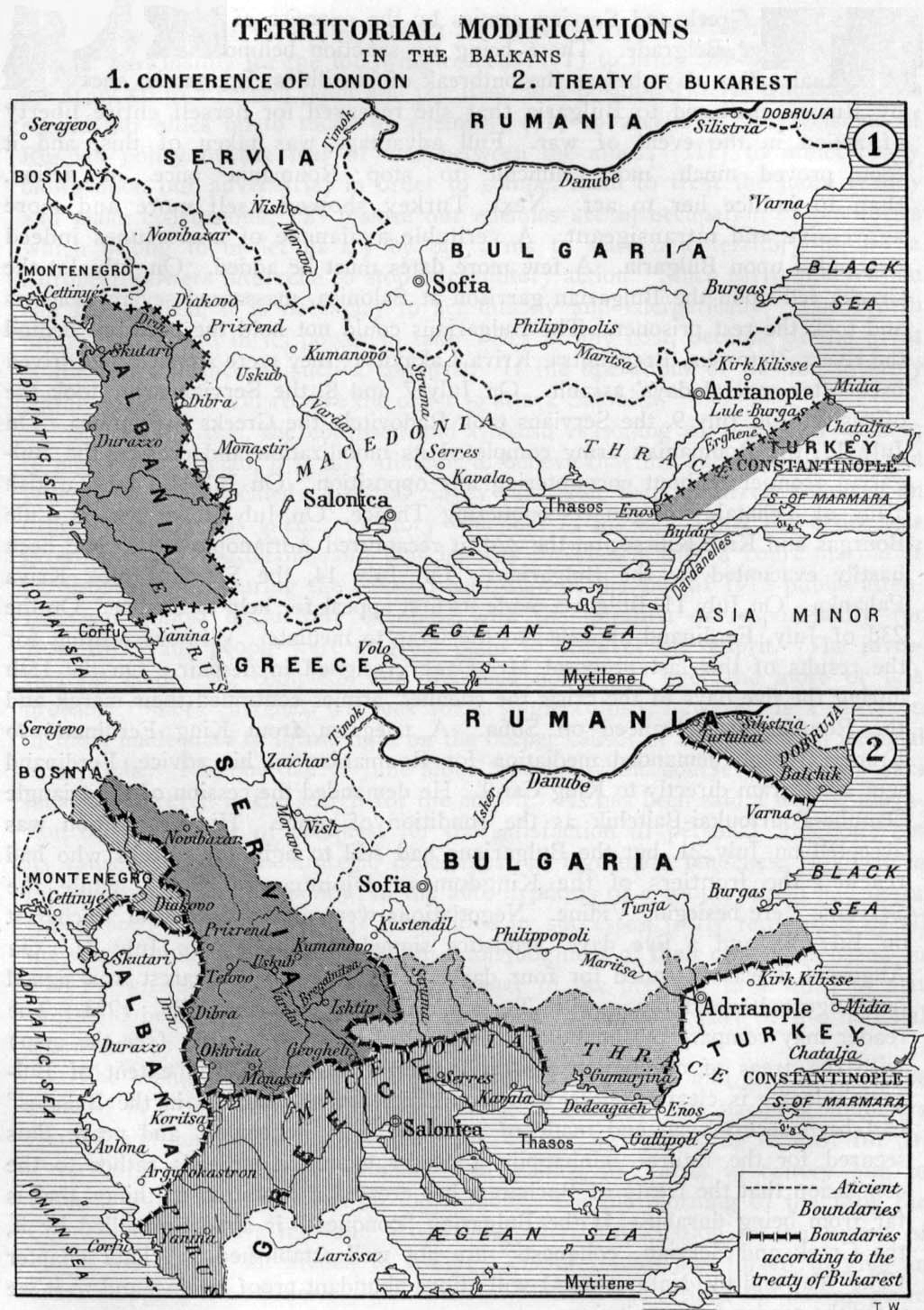
Le modifiche territoriali previste dal trattato di Bucarest del 1913

Il trattato di Bucarest del 10 agosto 1913 è stato un accordo negoziato dai rappresentanti di Bulgaria, Romania, Grecia, Serbia e Montenegro per porre fine alla seconda guerra balcanica. Il trattato modificava il precedente trattato di Londra del 1913 stipulato al termine della prima guerra balcanica.

## Contesto
Al termine della prima guerra balcanica, la Bulgaria, insoddisfatta di quanto era riuscita ad ottenere in Macedonia, lanciò un attacco contro i suoi ex alleati ma Grecia e Serbia respinsero l'offensiva e invasero la Bulgaria. Approfittando delle difficoltà bulgare, la Romania avanzò fino quasi a raggiungere Sofia e l'Impero ottomano riconquistò Adrianopoli e la Tracia orientale.
Isolata, la Bulgaria chiese una tregua ed intavolò un negoziato che si tenne nella capitale rumena, Bucarest. L'Impero ottomano non vi prese parte e concluse accordi bilaterali con la Bulgaria (il trattato di Costantinopoli) e con la Grecia (il trattato di Atene).

## Le modifiche territoriali

### Serbia

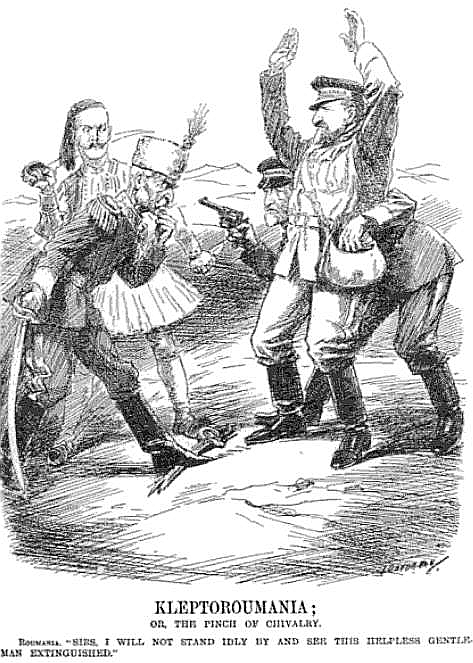
Una vignetta satirica sul trattato di Bucarest: il re Carlo I di Romania tiene sotto tiro Pietro I di Serbia e Costantino di Grecia mentre ruba la Dobrugia allo zar Ferdinando I di Bulgaria

La frontiera orientale della Serbia venne disegnata dalla sommità del Patarika e seguiva lo spartiacque tra i fiumi Vardar e Struma fino al confine greco-bulgaro, tranne per la valle di Strumica che rimase alla Bulgaria. Questa modifica quasi raddoppiò il territorio serbo che ora comprendeva anche le città di Ohrid, Štip, Kočani e Bitola (in Macedonia) per una popolazione complessiva di circa 1,5 milioni.

### Grecia
Il confine tra Grecia e Bulgaria venne disegnato dalla cresta del Belasica alla foce del fiume Mesta sul Mar Egeo, comprendendo larghe parti dell'Epiro e della Macedonia (compresa Salonicco); l'isola di Creta venne inoltre definitivamente assegnata alla Grecia. Il territorio greco aumentò così da 64.750 km² a 108.610 km², con una popolazione che passò da 2,6 milioni a 4,3 milioni.

### Bulgaria
Le conquiste ottenute dalla Bulgaria nella prima guerra balcaniche vennero fortemente ridotte. Comunque il governo di Sofia ottenne il distretto di Blagoevgrad e una parte della Tracia occidentale. La Bulgaria tuttavia dovette smantellare tutte le fortezze costruite tra Ruse e Šumen.

### Romania
La Bulgaria cedette alla Romania la Dobrugia meridionale, fino alle sponde al Mar Nero. Si tratta di un'area di circa  6.960 km² e una popolazione di 286.000 persone.